# Asociación Fredrika Bremer

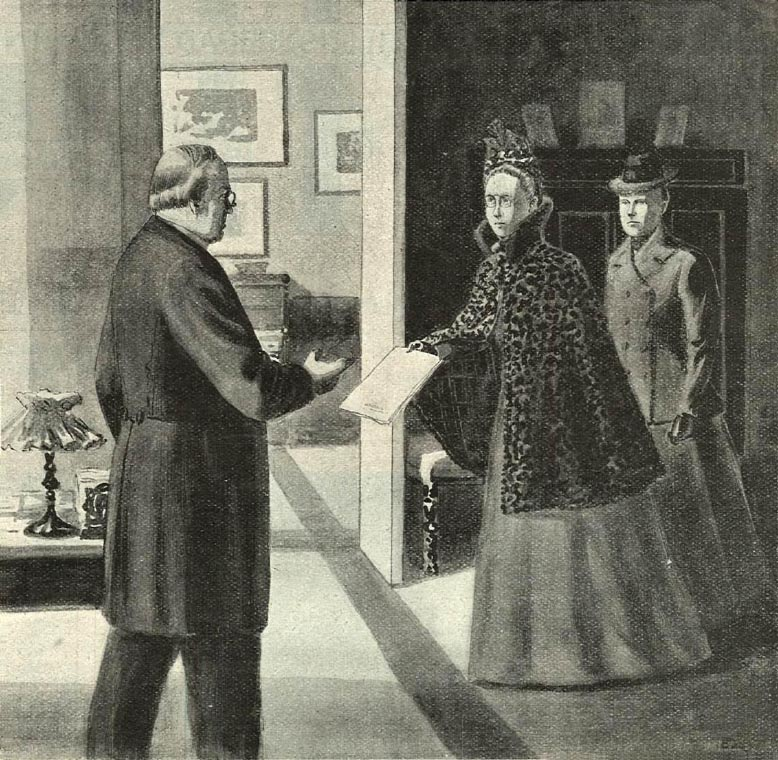
Agda Montelius y Gertrud Adelborg presentan la petición del sufragio femenino al primer ministro Erik Gustaf Boström en 1899.

La Asociación Fredrika Bremer (en sueco: Fredrika Bremer Förbundet  abreviado FBF) es la organización de derechos de la mujer más antigua de Suecia. Es miembro de la Alianza Internacional de Mujeres, que tiene estatus consultivo general ante las Naciones Unidas.

## Actividad
La FBF trabajó en la formación de la opinión pública a favor de la igualdad de género mediante información y actividades, y entregando dinero de diversos fondos y becas. Colaboró con otras organizaciones con objetivos similares tanto a nivel nacional como internacional. La FBF tenía una representante en el consejo gubernamental de igualdad.

## Historia
La organización fue fundada en 1884 por un grupo formado principalmente por la junta de la revista para mujeres Home Review . Estaba formado por la feminista Sophie Adlersparre, Ellen Anckarsvärd, Fredrika Limnell, Ellen Fries, Hans Hildebrand y G. Sjöberg. Recibió este nombre en honor a la novelista sueca Fredrika Bremer, cuya novela Hertha fue responsable de la legislación que emancipa a las mujeres solteras de la tutela de sus parientes varones. También llevó a la fundación de la Asociación de Mujeres de Gotemburgo en la segunda ciudad sueca de Gotemburgo, que se fundó como una respuesta local a la FBF.
El propósito de la organización era apoyar los derechos de las mujeres, informar a las mujeres sobre sus derechos y animarlas a ejercerlos. Cuando se fundó, por ejemplo, el enfoque era informar a las mujeres sobre sus derechos a formar parte de las juntas directivas de las instituciones públicas, y sobre los derechos de las mujeres de ciertos ingresos para votar en las elecciones municipales y ejercer esos derechos. En 1890, la oficina de la organización en Estocolmo funcionaba como una agencia de empleo para mujeres de clase media y ofrecía información y asesoramiento jurídico, económico y médico a las mujeres. También se señaló en ese momento que muchas mujeres acudían allí para ser informadas sobre el movimiento por el sufragio femenino.  En 1899, una delegación de la FBF presentó una sugerencia de sufragio femenino al primer ministro Erik Gustaf Boström. La delegación estuvo encabezada por Agda Montelius, acompañada de Gertrud Adelborg, quien había escrito la demanda. Esta fue la primera vez que el propio movimiento de mujeres sueco presentó oficialmente una demanda de sufragio.
En 1890 la Svenska drägtreformföreningen se convirtió en parte de la FBA, y en 1896, la Asociación de Propiedad de Mujeres Casadas se fusionó en la asociación.

## Publicaciones
La FBF publicó la revista femenina Dagny, que sucedió a Home Review de Adlersparre en 1886. Esta publicación pasó a llamarse Hertha en 1914 y fue la revista para mujeres más antigua del mundo cuando se suspendió a fines de la década de 1990.

## Presidentas
- 1884-1903: Hans Hildebrand
- 1903-1920: Agda Montelius
- 1920-1937: Lizinka Dyrssen
- 1937-1949: Hanna Rydh
- 1949-1958: Elsa Ewerlöf
- 1958-1959: Elin Lauritzen
- 1959–1961: Inger Leijonhufvud
- 1961-1967: Anna-Greta Hybbinette
- 1967-1970: Astrid Schönberg
- 1970-1976: Karin Ahrland
- 1976-1982: Birgitta Wistrand
- 1982-1985: Monica Påhlsson
- 1985-1989: Gerd Forssell
- 1989-1990: Ann Egefalk
- 1990-1991: Eivor Lilja
- 1991-1997: Inge Garstedt
- 1997–2000: Anna-Karin Sjöstrand
- 2000-2004: Irene Rundberg
- 2004-2008: Ann Falkinger
- 2008-2013: Birgitta Wistrand
- 2013–: Louise Lindfors